# Anna Margherita Miotto
Anna Margherita Miotto (Piove di Sacco, 16 gennaio 1948) è una politica italiana.

## Biografia
Viene eletta nel Consiglio regionale del Veneto per tre legislature consecutive (nel 1990, nel 1995 e nel 2000), in quota rispettivamente DC, PPI (partito di cui è stata segretaria regionale nel Veneto), DL e Lista Cacciari. In seguito aderisce al Partito Democratico, facendo riferimento alla corrente Democratici Davvero. 
Viene poi eletta alla Camera dei Deputati alle elezioni politiche del 2008.
Il 24 febbraio 2009 il segretario nazionale del PD Dario Franceschini la nomina Presidente nazionale del Forum Affari regionali del PD. 
Viene riconfermata deputata alle politiche del 2013. Il 21 marzo 2013 è eletta Segretario di Presidenza della Camera dei Deputati per il PD. 
Il 4 maggio 2015 è tra coloro che vota No all'Italicum, la nuova legge elettorale approvata dalla Camera. Vota No anche al referendum costituzionale del dicembre 2016 voluto dal governo Renzi. Non viene ricandidata alle elezioni politiche del 2018.